# Kałuszyn (plaats)
Kałuszyn is een stad in het Poolse woiwodschap Mazovië, gelegen in de powiat Miński. De oppervlakte bedraagt 12,29 km², het inwonertal 2877 (2005).